# Hieracium cirrobractum
Hieracium cirrobractum es una especie de planta con flor del género Hieracium, de la familia Asteraceae, orden Asterales.

## Distribución
Hieracium cirrobractum se distribuye por Suecia.

## Taxonomía
Fue descrita científicamente por T. Tyler. Fue publicada en Ann. Bot. Fenn. 42: 400 (2005).